# 취리히 외를리콘역
취리히 외를리콘역(Bahnhof Zürich Oerlikon)은 취리히 11구에 위치한 기차역이다. 취리히 공항과 함께 취리히 북부 지역과 지역 대중교통을 위한 두 개의 주요 기점 중 하나이다. 역 건물은 스위스 국가 및 지역 중요 문화재 목록에 지역 중요 B급 대상으로 등재되어 있다.
취리히 S-반 11개 노선이 여러 인터시티, 인터레기오 및 레기오익스프레스 노선과 마찬가지로 역을 제공한다. 매일 약 85,000명의 철도 승객에게 서비스를 제공하는 취리히 외를리콘은 스위스에서 7번째로 붐비는 기차역이다. 또한 3개의 트램과 9개의 지역 버스 노선이 운행된다.
역에는 남쪽에 전용 쇼핑 지역이 있는 외를리콘 도시 지구, 북쪽에 재개발된 이전 마쉬넨파브리크 외를리콘, 동쪽에 스위스의 가장 유명한 실내 경기장인 로이첸바흐 비즈니스 지구가 있다.

## 역사
1855년 12월 27일, 외를리콘에서 발리젤렌역을 거쳐 빈터투어까지 가는 노선이 슈바이처리세 노르토스트반 (NOB)에 의해 건설되었다. 임시 목조 기차역은 베크와 야콥 프리드리히 반너에 의해 건설되었다. 다음 해에는 빕킹엔 터널을 통해 취리히 중앙역까지 노선이 연장되었다. 발리젤렌에서 우스터까지 (1856), 외를리콘에서 글라트브루크역을 경유하여 뷜라흐까지 (1865) 노선이 이어졌다. 이 노선의 개통은 외를리콘의 산업화와 엄청난 인구 증가를 촉발했다. 특히 마시넨파브리크 외를리콘의 대형 작품은 역 서쪽에 즉시 설치되었다.
1865년에 목조 기차역은 석조 건물로 대체되었다. 1877년에 슈바이처세 나쇼날반 (SNB)은 제바흐와 옵피콘역을 거쳐 베팅겐에서 에프레티콘까지 푸르탈 철도 노선을 개통했다. 이 노선은 취리히를 위한 화물 우회로로 고안되었으며 외를리콘역 근처를 지나갔지만, 서비스를 제공하지 않았다. 1878년 SNB는 파산했고 NOB가 인수했다. 1881년 외를리콘에서 뷜라흐까지의 노선과 푸르탈 노선을 연결하여 외를리콘에서 옵피콘까지 열차를 운행할 수 있게 되었고, 1909년에는 외를리콘에서 제바흐까지 열차를 운행할 수 있도록 곡선이 추가되었다. 1912년에 현재의 역 건물이 1865년의 건물을 대체했다.
1969년 6월 캐퍼베르크 터널이 개통되어 중앙역로 가는 두 번째 경로가 제공되었다. 1979년 10월 취리히 공항 아래 외를리콘에서 그리고 바서스도르프의 빈터투어로 다시 연결되는 노선 (Flughafenlinie)이 개통되었으며, 여기에는 공항터미널 바로 아래에 새로운 역이 있다. 2014년 6월에 바인베르크 터널이 개통되어 중앙역로 가는 세 번째 경로가 제공되었다.
바인베르크 터널의 개통을 보완하기 위해 2개의 추가 플랫폼 트랙을 제공하고, 역의 버스와 트램 정류장을 재건하는 등 역의 기반 시설을 새롭게 보완했다. 추가 플랫폼과 트랙은 19세기 후반에 지어진 마쉬넨파브리크 외를리콘의 이전 사무실 건물과 현재 Gleis 9로 알려진 레스토랑 단지가 부분적으로 점유한 토지의 북서쪽에 건설되었다. 이 지역에 대한 문화적 중요성 때문에 건물을 철거하려는 계획은 거부되었으며, 대신 6,200톤 건물은 특별히 배치된 선로에서 서쪽으로 60m 이동되었다. 이동은 2012년 5월에 이루어졌으며 19시간이 걸렸다.

## 레이아웃과 시설
역은 남서에서 북동 축으로 정렬되며 확장 후 2개의 측면 승강장과 3개의 섬 승강장을 제공하는 8개의 플랫폼 선로가 있다. 역 중앙에는 승강장이 거리 높이에 있지만, 지형의 경사로 인해 역의 북동쪽 끝은 거리 높이보다 상당히 높은 것을 의미한다. 따라서 남서쪽 접근 방식은 아래로 내려가 갈라져 결국 터널에 진입한다. 역의 양쪽에 역 입구가 있지만, 역 본관 건물은 역의 동남쪽에 있고, 외를리콘 교외의 중심과 같은 방향에 있다. 보행자 지하도는 역의 양쪽과 모든 플랫폼을 연결한다.
외를리콘역의 남서쪽에서는 역을 통과하는 노선이 3개의 노선으로 나뉜다. 서로 다른 노선을 오가며 충돌하지 않는 접근 경로를 제공하는 플라이 오버와 다이빙 언더가 있다. 3개의 노선은 모두 빕킹엔 터널, 캐퍼베르크 터널과 바인베르크 터널 중간 능선을 통해 서로 다른 터널을 통해 취리히 중앙역으로 연결된다. 이 중 처음 두 개는 서쪽에서 중앙역에 접근하여 플랫폼을 통해 상위 터미널 플랫폼과 하위 플랫폼 모두에 접근할 수 있지만, 바인베르크 터널은 동쪽에서 승강장을 통과해서 아래층으로 들어간다.
외를리콘역의 북동쪽으로 노선은 역 경계 내에서 두 개로 나뉜다. 가장 남동쪽에 있는 두 개의 플랫폼 트랙은 발리젤렌 역과 그 너머로 가는 노선을 제공한다. 나머지 플랫폼 트랙은 더 나아가기 위해 함께 운행되지만 결국 각각 제바흐, 글라트브루크, 옵피콘 및 취리히 공항역으로 가는 경로를 제공하기 위해 분할된다.
취리히 트램 웨이 시스템과 글라탈반의 트램은 교통 회사 취리히와 글라탈버스의 버스와 마찬가지로 역 양쪽에 인접한 여러 정거장에서 운행된다. 역 남동쪽에 있는 외를리콘역으로 알려진 정류장에는 11번 트램과 61, 62, 94, 768, 781번 버스가 있다. 외를리콘 동역은 트램 10번과 14번, 버스 75, 768, 781번이 운행된다. 역 북서쪽의 세 번째 정류장이며 외를리콘 노르드역으로 알려져 있다. 64번과 80번 버스가 운행된다. 이 버스를 이용하면 취리히 시내 대부분과 외를리콘과 취리히 공항 사이의 글라트 계곡까지 연결된다.
2016년에 완료된 역 지하도의 리노베이션을 통해 외를리콘역 복합 단지에 20개 이상의 매장 전면이 추가되었다. 2016년 이전에는 2개의 식품 공급업체와 1개의 상점만 역 구내에 있었다. 스위스에서는 법에 따라 대부분의 상점이 일요일에 문을 닫는다. 그러나 공항과 철도에 위치한 매장은 예외로 영업을 하므로 외를리콘역의 매장은 연중무휴로 운영된다.

## 운행
취리히 외를리콘역은 중요하고 바쁜 역이다. 취리히 S-반의 S2, S3, S6, S7, S8, S9, S14, S15, S16, S19, S21, S24 노선이 운행된다. 취리히 공항에서 바젤 SBB까지, 취리히 공항에서 루체른으로 가는 인터레기오(IR) 노선과 취리히에서 샤프하우젠까지 가는 레기오익스프레스(RE) 노선의 열차도 정차한다.
취리히 중앙역에서 외를리콘으로 가는 기차는 매우 자주 운행되며, 기차로 몇 분 밖에 걸리지 않는다. 외를리콘에 정차하는 모든 열차는 중앙역도 운행하여 하루 종일 각 방향으로 시간당 20개 이상의 열차를 운행한다.

## 같이 보기
- 스위스의 철도